# Black God
Куроками (яп. 黒神 Куроками) — манга, публикуемая с 2004 года в журнале Young Gangan. Её авторами являются Далл Ён Лим (писатель) и Park Seong-woo (художник), оба из Южной Кореи. На начало 2009 года 8 томов манги разошлись в Японии общим тиражом 939 тыс. экземпляров, не считая изданий в других странах.
С января по июнь 2009 года по телевидению транслировался созданный на основе этой манги аниме-сериал Kurokami The Animation (黒神 The Animation). Аниме транслировалось практически одновременно (с разницей в несколько часов) в Японии, США и Корее, будучи при этом дублированным на соответствующий язык. Более того, это явилось первым в истории случаем такого параллельного показа аниме в трёх странах и с дубляжем.
Название «куроками» (黒神) можно дословно перевести, как «чёрный бог» (или «богиня»), но в данном случае «Куро» (クロ) — это ещё и имя главной героини, а «ками» может быть указанием на её сверхъестественные способности, как мотоцумитама (в иероглифической записи этого термина (元神霊) также содержится иероглиф 神, хотя читается он здесь по-другому). Слово «The Animation» было, возможно, добавлено для отличения аниме от оригинальной манги (по утверждению японской Википедии, детали сюжета и характеры персонажей были, по сравнению с оригиналом, достаточно решительно изменены).

## Сюжет
В основе сюжета лежит теория о доппельлайнерах (Doppeliner; Dopelganger). Согласно этой теории, у каждого человека есть два «двойника». Эти люди абсолютно похожи друг на друга и, как правило, не встречаются. При этом удача, способности и т. п. разделяются между ними в разной степени. Эти способности, или жизненная энергия называются словом «тэра» (テラ или 容量; обычно последнее слово читается «ё:рё:» и дословно означает «ёмкость»). Доппельлайнер с наибольшим уровнем теры именуется «корнем» (ルート), двое остальных — «заменители» (サブ). Если корень встречается с заменителем, заменитель погибает. Если встречаются два заменителя, они оба погибают. Корень, оставшийся один, без двойников, забирает себе всю их тэру и именуется «высшим корнем». Для поддержания баланса тэры есть особые существа, именуемые «мотоцумитама» (元神霊). Их способности значительно превосходят человеческие. Кроме того, они могут заключать с людьми особый контракт. Заключив контракт, они могут использовать ещё более высокие способности, именуемые «превосходство» (exceed, イクシード), однако от человеческого партнёра мотоцумитамы это требует большого расхода тэры.
Ибуки Кэйта — японский школьник. Живёт один, с хозяйством ему помогает подруга детства, Сано Аканэ. Кэйта, хотя и слышал про теорию о доппельлайнерах, поначалу в неё не верит, но после того, как несколько близких ему людей погибли после встречи с похожими на них людьми, ему пришлось задуматься. Вскоре он встречает Куро, странную девушку с собачкой, которая сообщает ему, что она — мотоцумитама, существо, призванное поддерживать баланс тэры. Правда, не все мотоцумитамы хотят его поддерживать, поэтому вскоре ей пришлось вступить в схватку, в которую оказался вовлечён и Кэйта. В этой схватке он практически погиб, и, чтобы спасти его, Куро заключила с ним контракт. Благодаря этому контракту он остался жив, но теперь ему придётся быть рядом с Куро, и вместе с ней сражаться с врагами…

## Персонажи
- Кэйта Ибуки (яп. 伊吹 慶太 Ибуки Кэйта) - главный герой, обычный японский школьник. После того, как его мама встретила своего двойника и погибла от неё же, он остаётся вместе с подругой детства Сано Аканэ, которая всегда за ним присматривает. Однажды вечером встречает Куро и впоследствии становится её связанным, хоть и является не основным источником. Постоянно выручает Куро, отдавая свою тэру, которой у него и так мало, хотя и знает к чему это может привести. В конце концов вместе с Куро одолевает тёмных богинь. Впоследствии женится на Аканэ и заживает обычной жизнью.

Сэйю: Дайсукэ Намикава
- Куро (яп. クロ Куро) - главная героиня. После того, как её брат Рэйсин устроил кровавую бойню на священной земле, отправляется за ним в мир людей, чтобы отомстить. Там она встречает Кэйту, который угощает её едой (Куро вечно голодна). По трагическому стечению обстоятельств, Кэйта оказывается смертельно раненым, и Куро решает сделать его своим связанным, чтобы спасти его от смерти. Так она обретает напарника для сражений против врагов. На протяжении всей истории гоняется за Рэйсином, желая отомстить. После того, как узнаёт, что, отдавая тэру, Кэйта укорачивает себе жизнь и стремительно стареет, начинает сторониться его и не принимать от него тэру. В конце, Куро удаётся не превратиться в тёмную богиню и даже наоборот - она уничтожает двух других тёмных богинь. Чтобы не навредить Кэйте и сдержать проклятие тёмных богинь ("ветви двойника"), отправляется на священную землю, где на протяжении полувека находилась внутри барьера. Когда Кэйта умирал, будучи уже в преклонном возрасте, Куро смогла услышать последние его мысли, в которых он благодарил её и говорил, что прожил долгую и счастливую жизнь.

Сэйю: Норико Ситая
- Аканэ Сано (яп. 佐野 茜 Сано Аканэ) - двоюродная сестра Кэйты, которая, после смерти его матери, начинает о нём заботится и постепенно влюбляется в него. Аканэ является не только основным источником, но и обладает невообразимым источником тэры - именно её сила помогает победить двух тёмных богинь, ведь она передала большой объём тэры Куро через Кэйту. В конце становится женой Кэйты.

Сэйю: Саяка Охара
- Рэйсин (яп. 黎真 Рэйсин) - родной брат Куро. После того, как узнал, что Куро должна стать тёмной богиней, решает спасти её. Для этого он уничтожает все фокусирующие камни тэры (как на священной земле мотоцумитама, так в мире людей). При уничтожении камня на священной земле мотоцумитама, Рэйсин убивает всех членов своего клана, которые хотели уничтожить Куро, а также убивает свою мать, которая пожертвовала собой, чтобы он смог разрушить этот первый камень (именно мать и подсказала весь этот план насчет фокусирующих камней). После уничтожения последнего камня, появились две тёмные богини, с которыми Рэйсин начинает сражение, в котором ему помогает его контрактор Сано Аканэ. В конце концов терпит поражение и умирает на руках у Куро.

Сэйю: Кацуюки Кониси
- Ходзё Миками (яп. 北条 水華魅 Хо:дзё: Миками) - бывший одноклассник и друг Кэйты. После того, как узнал о теории "ветви двойника", подстраивает свою смерть, убив своего двойника (будто погиб Миками). Поначалу помогает Рэйсину в его планах, но после его исчезновения сам становится злодеем.

Сэйю: Юко Кайда
- Штайнер (яп. シュタイナー Сютайна:) - мотоцумитама, работающий на организацию по сохранению баланса тэры в мире. В 12-й серии погибает от рук Рэйсина, когда пытается остановить его.

Сэйю: Дзёдзи Наката
- Эксель (яп. エクセル Экусэру) - девушка, которая заключила контракт с Штайнером и тем самым стала его связанной.

Сэйю: Юкари Тамура
- Наму (яп. ナム Наму)

Сэйю: Юкана
- Пуни-пуни (яп. プニプニ Пуни-пуни) - собачка Куро, по внешнему виду похожая на таксу.

Сэйю: Юми Тома